# Rutsker
Rutsker er et sogn (se Rutsker Sogn) og en meget lille bebyggelse nordøst for Hasle på Bornholm. Byen havde i 2005 ca. 69 indbyggere ifølge Bornholms Regionskommune. Lokalt kaldes stedet for Kirkebyen, som også er navnet på vejen, der fører gennem byen.
Mest kendt for Ruts Kirke, der med sine 130 m o.h. er en af Danmarks højest beliggende, og som fødested for skagensmaleren Michael Ancher. Poul Ancher, en af frihedskæmperne mod det svenske styre i 1600-tallet, var præst i Ruts Kirke fra 1654-97.

## Rutskers bygninger
Sognets skole med klasser fra børnehaveklassen til og med syvende klasse lukkede i 1990. Ritt Bjerregaard var vikar ved Rutsker Skole august 1962 – januar 1963. Skolen er nu blevet til Rutsker Feriecenter.
Rutsker Forsamlingshus blev bygget 1895. Det var et aktieselskab indtil 1958, hvor det blev solgt til Rutsker Kommune (underlagt Hasle Kommune ved Kommunalreformen i 1970). I 1992 solgte Hasle Kommune forsamlingshuset til Nyker Madservice, som omdøbte stedet til "Restaurant Highlander". I 2003 blev forsamlingshuset købt af ægteparret Liselotte og Jens Jensen. I 2007 blev det købt af Rutsker Feriecenter.
Andelsmejeriet Hammersdal fra 1898 er i dag mørtelværk.
Rutsker Byhave blev indviet den 12. maj 2006. Byhaven er blevet til ved hjælp af frivillig arbejdskraft fra beboere i Rutsker Kirkeby og omegn, og den vedligeholdes af frivillige. En stor del af planterne i bedene og træstykkerne omkring cirkelbedene er doneret af lokale beboere. Tidligere var arealet en del af parkeringspladsen på Rutsker Torv.
Den 12. oktober 2007 blev byskiltene nedtaget og udskiftet med blå stednavneskilte, og der er opsat skilte med hastighedsbegrænsning på 60 km/t.
Byen er kendt for sit usædvanligt rige foreningsliv: en kolonihaveforening, tordenskjoldssoldater, Bornholms bueskytterlaug etc.